# Don't Bother
"Don't Bother" is de eerste single uitgegeven van Shakira's tweede Engelstalige album Oral Fixation Vol. 2 (2005).

## Nummerinformatie
De songtekst van het nummer gaat over een vrouw die door haar vriend is verlaten, die nu met een ander is die bijna ongelofelijk goed is op alle aspecten. Het enige aspect waar ze zich beter bij voelt is de manier van hoe ze hem aanraakt. Ze vertelt hem dat hij zich niet druk moet maken als hij haar gevoelens bezeert, omdat ze niet zal gaan huilen voor hem; integendeel, ze zal verdergaan met haar eigen leven.

## Uitgave
Het nummer was officieel uitgegeven door AOL Music First Listen Session op 9 oktober en was voor radiostations beschikbaar op 11 oktober 2005. iTunes en andere digitale muziekwinkels hebben de single beschikbaar gesteld voor download sinds 18 oktober.

### Hitlijsten
| Don't Bother in de Nederlandse Top 40 binnenkomst: 5 november 2005 | Don't Bother in de Nederlandse Top 40 binnenkomst: 5 november 2005 | Don't Bother in de Nederlandse Top 40 binnenkomst: 5 november 2005 | Don't Bother in de Nederlandse Top 40 binnenkomst: 5 november 2005 | Don't Bother in de Nederlandse Top 40 binnenkomst: 5 november 2005 | Don't Bother in de Nederlandse Top 40 binnenkomst: 5 november 2005 | Don't Bother in de Nederlandse Top 40 binnenkomst: 5 november 2005 | Don't Bother in de Nederlandse Top 40 binnenkomst: 5 november 2005 | Don't Bother in de Nederlandse Top 40 binnenkomst: 5 november 2005 | Don't Bother in de Nederlandse Top 40 binnenkomst: 5 november 2005 | Don't Bother in de Nederlandse Top 40 binnenkomst: 5 november 2005 | Don't Bother in de Nederlandse Top 40 binnenkomst: 5 november 2005 | Don't Bother in de Nederlandse Top 40 binnenkomst: 5 november 2005 | Don't Bother in de Nederlandse Top 40 binnenkomst: 5 november 2005 | Don't Bother in de Nederlandse Top 40 binnenkomst: 5 november 2005 | Don't Bother in de Nederlandse Top 40 binnenkomst: 5 november 2005 | Don't Bother in de Nederlandse Top 40 binnenkomst: 5 november 2005 | Don't Bother in de Nederlandse Top 40 binnenkomst: 5 november 2005 |
| Week                                                               | 01                                                                 | 02                                                                 | 03                                                                 | 04                                                                 | 05                                                                 | 06                                                                 | 07                                                                 | 08                                                                 | 09                                                                 | 10                                                                 | 11                                                                 | 12                                                                 | 13                                                                 | 14                                                                 | 15                                                                 | 16                                                                 | 17                                                                 |
| ------------------------------------------------------------------ | ------------------------------------------------------------------ | ------------------------------------------------------------------ | ------------------------------------------------------------------ | ------------------------------------------------------------------ | ------------------------------------------------------------------ | ------------------------------------------------------------------ | ------------------------------------------------------------------ | ------------------------------------------------------------------ | ------------------------------------------------------------------ | ------------------------------------------------------------------ | ------------------------------------------------------------------ | ------------------------------------------------------------------ | ------------------------------------------------------------------ | ------------------------------------------------------------------ | ------------------------------------------------------------------ | ------------------------------------------------------------------ | ------------------------------------------------------------------ |
| Nummer                                                             | 34                                                                 | 25                                                                 | 15                                                                 | 14                                                                 | 6                                                                  | 5                                                                  | 4                                                                  | 8                                                                  | 8                                                                  | 9                                                                  | 14                                                                 | 16                                                                 | 17                                                                 | 24                                                                 | 26                                                                 | 35                                                                 | uit                                                                |